# Alexandra Luke
Pour les articles homonymes, voir Luke.
Alexandra Luke (14 mai 1901 - 1er juin 1967), née Margaret Alexandra Luke à Montréal, Québec, était une artiste peintre canadienne, membre du groupe de peintres abstraits Painters Eleven.

## Enfance
Alexandra Luke est née dans une famille aisée de Montréal. Elle était l'une des filles jumelles de Jesse Herbert Ritson Luke et de Emma Russell Long. Lorsqu'elle eut terminé son secondaire, en 1914, la famille s'installa à Oshawa, en Ontario. Peu après, Alexandra et sa sœur jumelle Isobel entreprirent une formation d'infirmière à l'Hôpital Columbia pour les femmes de Washington (district de Columbia).
Après avoir décroché son diplôme, Alexandra Luke retourna à Oshawa où elle se maria avec Marcus Everett Smith. Leur mariage fut de courte durée puisque Smith mourut subitement après quatre mois de mariage. Alexandra donna néanmoins naissance à son fils, Richard, en 1926. Peu après, elle fut courtisée par Clarence Ewart McLaughlin, fils de George W. McLaughlin et petit-fils de Robert McLaughlin, the founder of the McLaughlin Carriage Company. Le couple se maria en 1928 et eut un premier enfant, Mary, en 1930.

## Carrière artistique et Painters Eleven
Alexandra Luke ne se lança dans la création artistique que dans la fin de la vingtaine. Inspirée par deux artistes de la région, Dorothy Van Luven et Dorothy Henderson, elle se mit à peindre et à organiser des classes de peinture en ville. Elle mit sa fortune à contribution afin d'aider à bâtir la communauté artistique d'Oshawa et devint membre de plusieurs conseil et organismes sans but lucratif, dont le Oshawa Women's Lyceum Club et la Oshawa Historical Society.
Alexandra Luke peignait des paysages dans un grand studio au troisième étage de la maison de son mari. Bientôt, elle découvrit l'Expressionnisme abstrait en visitant des expositions d'art contemporain à Toronto et Ottawa. Voulant à tout prix ne pas être perçu comme une artiste amateur, elle fit examiner son portfolio par le peintre paysagiste Caven Atkins en 1944. Atkins livra une critique brutale, lui disant que son style inspiré par le Groupe des sept n'était pas viable. Cela la poussa à explorer l'abstraction plus en profondeur et à suivre, en 1945, une formation académique à la Banff School of Fine Arts (aujourd'hui Banff Centre), puis à la Hans Hofmann School of Art en 1947. Grâce à l'enseignement de Hofmann, elle commença à comprendre comment insuffler de l'énergie dans ses tableaux à partir de la couleur, de la texture et de l'utilisation de la toile blanche.
Elle commença à exposer ses œuvres au début des années 1950 à différents endroits tels que le Canadian Group of Painters et la Picture Loan Society. En 1952, elle organisa la première exposition d'abstraction canadienne (Canadian Abstract Exhibition), où elle rencontra les futurs membres de Painters Eleven. Avec ce groupe, elle redoubla d'inspiration, produisant plus de tableaux et pouvant alors exposer ses œuvres dans une multitude d'endroits, aux États-Unis et au Canada. Elle fit activement la promotion de l'art abstrait canadien et joua un rôle "important et inspirant" au sein du groupe.

## Fin de vie
Alexandra Luke continua à peindre et à soutenir l'art abstrait jusqu'à sa mort causée par un cancer des ovaires, le 1er juin 1967. Elle avait produit un nombre appréciable d’œuvres et participé à plus de 80 expositions de groupe et solo. Elle avait également été acceptée dans de prestigieuses associations artistiques dont le Canadian Group of Painters, en 1959, et la Ontario Society of Artists en 1960.
Peu avant sa mort, Madame Luke et son mari Ewart pffrirent un soutien financier majeur et des œuvres provenant de leur propre collection afin de créer une galerie d'art publique pour la Ville d'Oshawa. Celle-ci devint la Robert McLaughlin Gallery, ainsi nommée en l'honneur du grand-père d'Ewart en 1967.

## Quelques expositions
- 2002: The Alexandra Luke Gallery, Bracebridge (rétrospective)
- 1977: The Robert McLaughlin Gallery, Oshawa (rétrospective)
- 1960: Simpson's Baker Galleries, Toronto
- 1955: Eglinton Gallery, Toronto
- 1953: Martha Jackson Gallery, New York
- 1952: Picture Loan Society, Toronto

## Acquisitions muséales
- National Gallery of Canada, Ottawa
- The Robert McLaughlin Gallery, Oshawa
- Museum London, London, Ontario